# Jef DePaus
Jef DePaus was een Belgisch internationaal bokser uit Antwerpen actief tussen 1915 en 1927.

## Biografie
Jef DePaus was één van de kinderen uit een Antwerps dokwerkersgezin uit de Lepelstraat. Dit was in de tijd dat iedere wijk nog een eigen bokskampioen had. Naast boksen was hij ook een fervent kaartspeler.
Na een aantal Vlaams-Waalse kampen die afwisselend in Luik en Antwerpen werden georganiseerd geraakte het thema uitgeput en werd er een Antwerps derby gevecht tussen Piet Hobin en Jef gepland welk uiteindelijk onbeslist eindigde. 
Na Wereldoorlog I herstelde de Belgisch-Duitse betrekkingen al snel. DePaus vocht de eerste keer in 1921 tegen Johan Ekeroth in het Admiralspalast te Mitte. In september 1922 verschijnen Belgische boksers in het Berlijnse Schöneberg Sportpalast. Onder hen John Leroy en De Paus. Jef nam het op tegen de Duitse Hans Breitenstraeter bijgenaamd Den Duitse Carpentier naar de Franse wereldkampioen Georges Carpentier. Na wat Berlijnse escapades en verwijten van zijn manager startte DePaus alsnog aan de kamp in de rol van slachtoffer. In de eerste ronde haalt hij echter zwaar uit naar de Duitser waardoor er meer waardering voor de Belg ontstond. Pas in de vijfde ronde ging DePaus tegen de vloer en werd K.O. uitgeteld.  
Vrijdag 31 maart 1922 verving hij op het laatste moment Rogiers in het Rubenspaleis tegen Jack Humbeeck en verbrak daarmee een clausule van het gevecht van zondag 2 april in Marseille tegen Constant Barrick. Valse hoop koesterend trok hij met zijn management met de nachttrein via Parijs naar Marseille maar reeds in Parijs stond zijn verliezende kamp in de kranten. Ook in Marseille was het gevecht al gekend maar na zware discussies gaat de kamp alsnog door. Met de vermoeidheid van de vrijdagkamp en de lange vermoeiende reis is DePaus geen waardige tegenpartij en hij gaat regelmatig tegen de vloer en verliest ook hier de kamp. Later kampen in Frankrijk zouden wel winnend afgesloten worden.
Jef DePaus leverde voornamelijk gevechten in eigen land en de buurlanden maar was ook meermaals actief in Italië en één keer in Zweden. 

## Gevechten

### Officiele gevechten
Op basis van de informatie op boxrec.com waar meer details beschikbaar zijn.
| 89 Gevechten    | 36 Overwinningen | 46 Verliezen | 7 Onbeslist |
| --------------- | ---------------- | ------------ | ----------- |
| Knock-out       | 25               | 23           |             |
| Op punten       | 10               | 22           |             |
| Diskwalificatie | 1                | 1            |             |